# Stanisław Sienkiewicz (oficer)
Stanisław Sienkiewicz (ur. 25 sierpnia 1895 w Kamionce, zm. 6 września 1939 pod Longinówką) – podpułkownik dyplomowany piechoty Wojska Polskiego.

## Życiorys
Urodził się 25 sierpnia 1895 roku w Kamionce, w powiecie baranowickim, w rodzinie Józefa Sienkiewicza h. Korczak (zm. 1905) i Seweryny Franciszki z Wyrzykowskich (1873–1940). Miał siostrę i trzech braci, w tym Jerzego Sienkiewicza, historyka sztuki. Ukończył Szkołę Podstawową w Baranowiczach, później kontynuował naukę w polskim  Gimnazjum Mariana Rychłowskiego w Warszawie, które ukończył w 1915 roku. W czasie nauki w gimnazjum związał się z ruchem niepodległościowym, m.in. tajnym skautingiem polskim, działał w tajnej 1. drużynie skautowej (od 1929 1 Warszawska Drużyna Harcerska im. Romualda Traugutta „Czarna Jedynka”). Latem 1913 roku we Lwowie ukończył wojskowy kurs instruktorski w stopniu plutonowego. W 1914 roku, po powrocie do Warszawy, został powołany do wojska rosyjskiego oraz zakwalifikowany do szkoły oficerskiej w Piotrogrodzie, lecz otrzymał odroczenie do czasu uzyskania matury. 1 września 1915 roku rozpoczął służbę wojskową jako kadet Pawłowskiej Szkoły Wojskowej w Piotrogrodzie, którą ukończył w stopniu porucznika. Dostał przydział do Grenadierskiego Pułku Piechoty w Piotrogrodzie, w którym podczas I wojny światowej walczył na ziemiach polskich pod zaborem austriackim. Był kilkakrotnie ranny. Wstąpił do I Korpusu Wschodniego pod dowództwem gen. Dowbór-Muśnickiego. Po rozwiązaniu Korpusu przedostał się na tereny polskie i został przyjęty do Polskiej Siły Zbrojnej, a następnie przydzielony do Sztabu w Modlinie.
Od 1918 roku w Wojsku Polskim. W stopniu kapitana został przydzielony do 34 pułku piechoty jako dowódca I Batalionu, w którym przebył wszystkie operacje wojenne w latach 1918–1920. Uczestniczył w wojnie z bolszewikami. W latach 1922–1924 był słuchaczem Kursu Normalnego Wyższej Szkoły Wojennej w Warszawie. Z dniem 1 października 1924 roku, po ukończeniu kursu i otrzymaniu dyplomu naukowego oficera Sztabu Generalnego, został przeniesiony do Biura Ścisłej Rady Wojennej w Warszawie. 1 grudnia 1924 roku awansował na majora ze starszeństwem z dniem 15 sierpnia 1924 roku i 162. lokatą w korpusie oficerów piechoty. Następnie pełnił służbę w Dowództwie Okręgu Korpusu Nr I w Warszawie. W czasie studiów i pełniąc służbę sztabową pozostawał oficerem nadetatowym 34 pułku piechoty. W listopadzie 1928 roku został wyznaczony na stanowisko szefa sztabu 30 Dywizji Piechoty w Kobryniu. We wrześniu 1930 roku został przeniesiony do Oddziału III Sztabu Głównego. 27 czerwca 1935 roku awansował na podpułkownika ze starszeństwem z dniem 1 stycznia 1935 roku i 9. lokatą w korpusie oficerów piechoty. 4 lipca 1935 roku został wyznaczony na stanowisko zastępcy dowódcy 69 pułku piechoty w Gnieźnie.
W trakcie kampanii wrześniowej był dowódcą 76 pułku piechoty w składzie w składzie 29 Dywizji Piechoty w stopniu podpułkownika. Zginął w walce pod Longinówką, która była częścią bitwy pod Piotrkowem Trybunalskim. Pośmiertnie awansowany do stopnia pułkownika. W walkach zginął także mjr Korneliusz Kosiński, dowódca batalionu i autor hymnu 76 Lidzkiego pułku piechoty pt. Narbuttczycy. Polegli zostali pochowani na cmentarzu w Milejowie. Jego grób symboliczny znajduje się na warszawskim cmentarzu Powązkowskim (kwatera N-3-16).

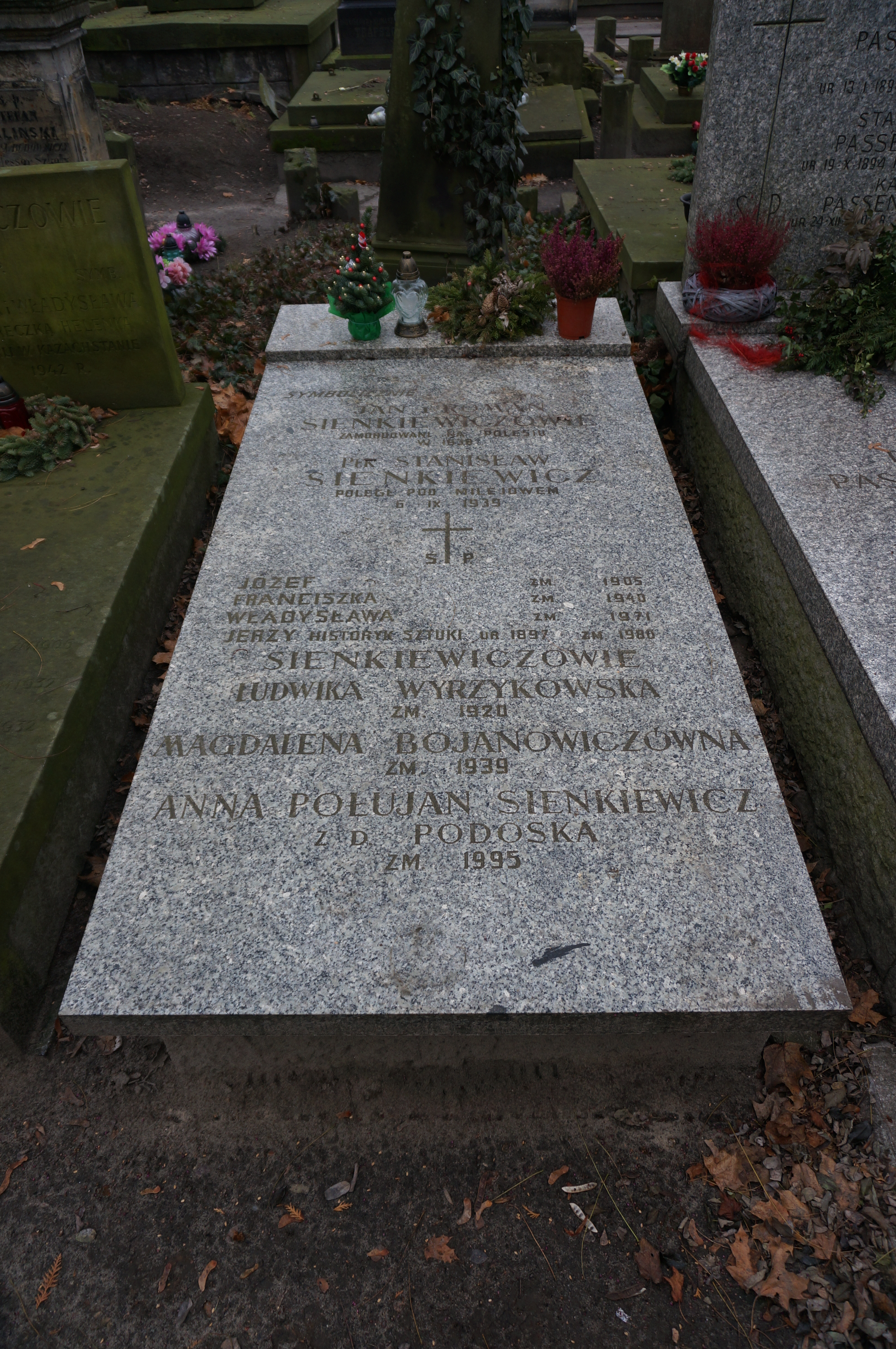
Grób rodziny Sienkiewiczów, w tym Stanisława Sienkiewicza (grób symboliczny) i Jerzego Sienkiewicza, na cmentarzu Powązkowskim w Warszawie

## Ordery i odznaczenia
- Krzyż Złoty Orderu Virtuti Militari nr 133 (za kampanię wrześniową)[20]
- Krzyż Srebrny Orderu Wojskowego Virtuti Militari (1921)[21]
- Krzyż Niepodległości (4 listopada 1933)[22]
- Krzyż Walecznych
- Złoty Krzyż Zasługi (10 listopada 1928)[23]
- Order Świętego Jerzego V klasy (Imperium Rosyjskie)

## Upamiętnienie
W 1991 roku imię ppłk. Stanisława Sienkiewicza otrzymała Szkoła Podstawowa w Milejowie.